# Acalypta saundersi
Acalypta saundersi är en insektsart som först beskrevs av Downes 1927.  Acalypta saundersi ingår i släktet Acalypta och familjen nätskinnbaggar. Inga underarter finns listade i Catalogue of Life.